# Buñol
Buñol (in catalano valenciano Bunyol) è un comune spagnolo di 9 090 abitanti situato nella comunità autonoma Valenciana, nella provincia di Valencia.

## Festa della Tomatina
Buñol è famosa in tutta la Spagna per la tradizionale festa della "Tomatina", in cui abitanti e turisti si mescolano per dar vita a una vera e propria battaglia all'ultimo pomodoro.